# トーマス・アレキサンダー
トーマス・アレキサンダー（Thomas Alexander、1843年5月2日 - 1933年2月1日）は、明治時代にお雇い外国人として来日したイギリスの土木工学者である。

## 経歴・人物
スコットランドのグラスゴーの生まれ。ダブリン大学卒業後、明治12年（1879年）工部大学校の土木科教授として来日した。同学の学生に土木工学の教鞭を執った。また他科の学生にも、応用力学の教鞭も執った。
明治19年（1886年）帝国大学令公布により、工部大学校が東京大学工芸学部と合併し、帝国大学工科大学になる予定だったが、アレキサンダーはこれに反対して存続を主張した。結局合併は実行され計画は失敗し、帰国した。